# Best of 1998-2008 (Ossian)
A Best of 1998-2008 album az Ossian zenekar 2009-ben megjelent válogatáslemeze, mely a zenekar 1998-as újjáalakulása óta eltelt tíz évét foglalja össze. Az album a HammerWorld magazin 2009 májusi számának CD-mellékleteként jelent meg, de a válogatásból limitált példányszámú dupla bakelit változat is készült. A Sallai Péter tervezte lemezborító az "újkori" Ossian-albumok borítógrafikáinak egyfajta montázsa.

## Dalok
1. Szerelmed pokla
2. Élő sakkfigurák (újravett verzió)
3. Tűzkeresztség
4. Tűzkeresztség II. (Rock n’ roll, csak rock n’ roll)
5. Nincs menekvés
6. Árnyékból a fénybe
7. 15 perc
8. Társ a bajban (akusztikus verzió)
9. Desdemona (A féltékenység fantomja)
10. Asszony feketében
11. A száműzött visszatér
12. Végállomás motel
13. Amikor még
14. Fortuna csókja
15. Többet ér mindennél
16. Ősök vére
17. Fortissimo (Teljes erővel)
18. Küldetés
19. Metal-vihar
20. Pogány ima
21. Ördögök mennyországa

## Zenekar
- Paksi Endre – ének
- Rubcsics Richárd – gitár
- Hornyák Péter – dobok
- Wéber Attila – gitár (kivéve 13)
- Erdélyi Krisztián – basszusgitár (kivéve 1,5,13,16)

továbbá
- Jakab Viktor – basszusgitár (1,5,13,16)
- Cserfalvi "Töfi" Zoltán – gitár (13)

## Külső hivatkozások
- Az Ossian együttes hivatalos honlapja